# Dominic Raab
Dominic Rennie Raab (ur. 25 lutego 1974 w Buckinghamshire) – brytyjski prawnik i polityk Partii Konserwatywnej, deputowany do Izby Gmin. Minister spraw zagranicznych od 24 lipca 2019 do 15 września 2021. Wicepremier, minister sprawiedliwości i lord kanclerz od 15 września 2021 od 6 września 2022 w drugim gabinecie Borisa Johnsona i ponownie od 25 października 2022 do 21 kwietnia 2023 w gabinecie Rishiego Sunaka.

## Życiorys
Ojciec Dominica Raaba, Peter Raab, był czechosłowackim Żydem. W 1938, gdy Czechosłowacja została zajęta przez III Rzeszę, sześcioletni wówczas Peter wraz z rodzicami uciekł do Wielkiej Brytanii. Podjął pracę w sieci handlowej Marks & Spencer. Zmarł na raka, gdy Dominic miał 12 lat. Za sprawą swojej matki, Angielki Jean, pochodzącej z Bromley, Dominic dorastał w wierze Kościoła Anglii. Przyszły minister wychowywał się w Gerrards Cross w Buckinghamshire, uczęszczał do Dr Challoner’s Grammar School.
Raab studiował prawo na Lady Margaret Hall na Uniwersytecie Oksfordzkim, uzyskał stopień magistra na Uniwersytecie w Cambridge. Pracował w firmie prawniczej Linklaters. W 2000 rozpoczął pracę w Foreign Office. Występował w obronie premiera Tony’ego Blaira podczas procesu byłego prezydenta Jugosławii Slobodana Miloševicia. Uczestniczył także w procesach Radovana Karadžicia i Charlesa Taylora. Doradzał też w sprawach konfliktu izraelsko-arabskiego, polityki w ramach Unii Europejskiej i przyszłości Gibraltaru.
W 2005 Raab wstąpił do Partii Konserwatywnej. Pracował w biurach parlamentarnych Davida Davisa i Dominica Grieve’a. W 2010 został wybrany do Izby Gmin z okręgu Esher and Walton, będącego bastionem torysów. Uzyskiwał reelekcje z tego okręgu w 2015, 2017 i 2019.
W latach 2015–2016 Raab był podsekretarzem stanu, a od 12 czerwca 2017 do 9 stycznia 2018 ministrem stanu w ministerstwie sprawiedliwości. Po rezygnacji Davida Davisa z funkcji ministra ds. wyjścia Wielkiej Brytanii z Unii Europejskiej na tle sporów z premier Theresą May o kształt negocjacji z Unią, 9 lipca 2018 Raab został mianowany jego następcą. 15 listopada 2018 zrzekł się tej funkcji, zastąpił go Stephen Barclay.
24 lipca 2019 Raab objął funkcje ministra spraw zagranicznych oraz pierwszego sekretarza stanu w rządzie Borisa Johnsona. W kwietniu 2020 Raab tymczasowo zastępował premiera Johnsona, który został przyjęty na oddział intensywnej terapii szpitala św. Tomasza w Londynie w związku z zakażeniem COVID-19.
Podczas rekonstrukcji rządu Johnsona 15 września 2021 Raab objął funkcje wicepremiera, ministra sprawiedliwości i lorda kanclerza. Na stanowisku ministra spraw zagranicznych zastąpiła go Liz Truss. Urzędy te pełnił do 6 września 2022, jednak 25 października 2022 został ponownie mianowany na te stanowiska przez Rishiego Sunaka w jego gabinecie i sprawował je do 21 kwietnia 2023.
Nie kandydował w wyborach parlamentarnych w 2024.

## Wyniki w wyborach do Izby Gmin
- 2010 – 32 134 głosy (58,9%)[22]
- 2015 – 35 845 głosów (62,9%)[23]
- 2017 – 35 071 głosów (58,6%)[23]
- 2019 – 31 132 głosy (49,4%)[23]

## Życie prywatne
Dominic Raab jest żonaty z pochodzącą z Brazylii Eriką Rey-Raab, z którą ma dwóch synów: Petera i Yoshuę. Ma czarny pas w karate.